# Aanslagen in Ouagadougou op 15 januari 2016
Op 15 januari 2016 werden er drie aanslagen gepleegd in Ouagadougou, de hoofdstad van Burkina Faso. Hierbij vielen gewapende mannen de bar Taxi Brousse, het restaurant Le Cappuccino en het hotel Splendid aan. Tijdens de aanslagen vielen 27 doden en raakten 33 mensen gewond. Onder de doden waren naast Afrikanen zes Canadezen en een Nederlander.

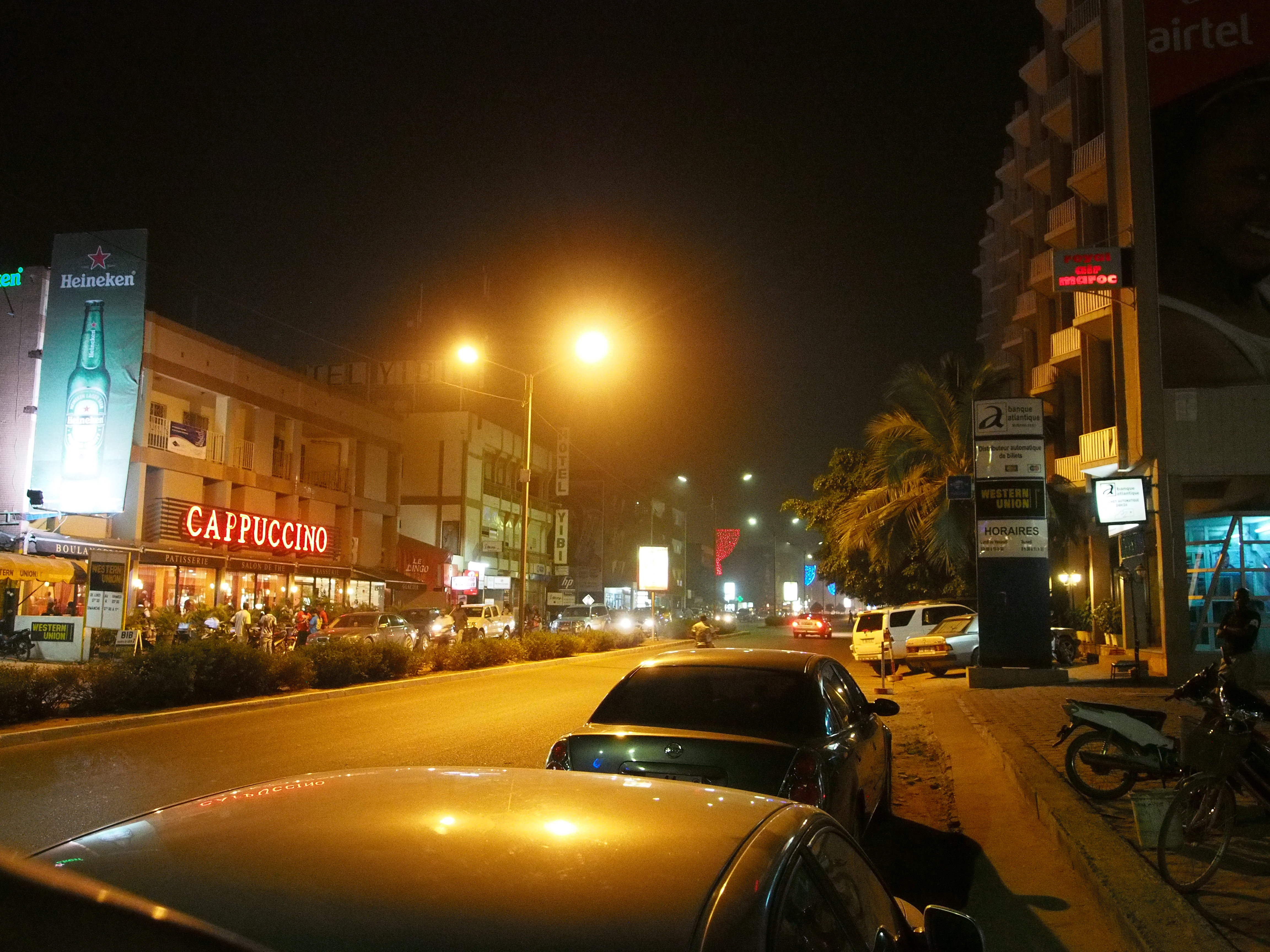
Het restaurant Le Cappuccino, 2012.

In het hotel werden ongeveer 150 mensen in gijzeling gehouden. De verantwoordelijkheid voor de actie werd opgeëist door Al Qaida in de Islamitische Maghreb. Aan de gijzeling werd een einde gemaakt door militairen uit Burkina Faso, ondersteund door Franse en Amerikaanse militairen. Naast de 27 omgekomen gijzelaars kwamen ook drie van de daders om het leven.
Er werd een dag van nationale rouw afgekondigd.